# Stabat Mater (Rossini)
Pour les articles homonymes, voir Stabat Mater (homonymie).
Le Stabat mater est une œuvre de Gioachino Rossini, à l'intention de la chapelle de Don Manuel Fernández Varela. La composition débute en 1831 et se termine dix ans plus tard. La première exécution de l'œuvre a eu lieu à Paris, dans la Salle Ventadour le 7 janvier 1842.

## Composition
En 1831, Rossini était en voyage en Espagne en compagnie du banquier espagnol Alexandre Aguado, propriétaire du Château Margaux. Lors de ce voyage, Fernández Varela lui commanda une œuvre sur le texte liturgique traditionnel du Stabat Mater. L'Italie du XIXème siècle redécouvrait l'art catholique. Rossini put achever la mise en musique de la séquence  en 1832, mais la maladie l'empêcha d'achever la commande. N'ayant composé que la moitié de la partition (les numéros 1 et 5 à 9), il demanda à son ami Giovanni Tadolini de composer les quatre mouvements restants. Rossini présenta la pièce à Varela comme étant sienne. La première fut donnée le samedi saint de 1833 à la Chapelle San Felipe el Real de Madrid, mais cette version de l'œuvre ne fut jamais donnée à nouveau par la suite.
Quand Varela mourut, ses héritiers vendirent la pièce pour 2 000 francs à un éditeur de musique parisien, Antoine Aulagnier, qui l'édita. Rossini protesta, arguant qu'il possédait des droits sur la publication, et renia la version d'Aulagnier, puisqu'elle incluait de la musique écrite par Tadolini. Bien que surpris par cette annonce, Aulagnier poursuivit son entreprise et programma une représentation à la Salle de concerts Herz le 31 octobre 1841 pour les six numéros écrits par Rossini. En réalité, Rossini avait déjà vendu les droits pour 6 000 francs à un autre éditeur parisien, Eugène Troupenas. À la suite d'une procédure judiciaire, Troupenas parvint à faire valoir ses droits. Rossini acheva son œuvre en 1841 en remplaçant les extraits composés par Tadolini. Les frères Léon et Marie Escudier, qui avaient acheté les droits sur la version finale à Troupenas pour 8 000 francs, les vendirent 2 000 francs au directeur du Théâtre-Italien, qui fit les préparatifs pour la première,.
La carrière d'opéra de Rossini avait largement divisé le public entre admirateurs et détracteurs. L'annonce de la première du Stabat Mater fut l'occasion d'une attaque en règle de Richard Wagner, qui séjournait alors à Paris, non seulement contre Rossini mais plus généralement pour la mode européenne pour la musique religieuse et l'argent qu'on en pouvait tirer. Une semaine avant le concert, le journal de Robert Schumann Neue Zeitschrift für Musik publia un essai de Wagner sous le pseudonyme H.Valentino, dans lequel il expliqua trouver incompréhensible la popularité de Rossini.

## Historique des représentations
Le Stabat Mater fut donné pour la première fois dans sa version définitive à la Salle Ventadour du Théâtre-Italien à Paris, le 7 janvier 1842, avec  Giulia Grisi (soprano), Emma Albertazzi (mezzo-soprano), Mario (ténor), et Antonio Tamburini (basse) en solistes,. Les frères Escudier rapportèrent que : « Le nom de Rossini fut scandé dans un tonnerre d'applaudissement. La totalité de la pièce transporta l'audience ; le triomphe fut complet. Trois numéros furent bissés ... et l'audience quitta la salle saisie d'une admiration qui gagna rapidement tout Paris ».

En mars, Gaetano Donizetti dirigea la première italienne à Bologne avec un franc succès. Parmi les solistes se trouvaient Clara Novello (soprano anglaise) et Nikolay Ivanov (ténor russe). Donizetti décrivit ainsi la réaction du public : 

« L'enthousiasme était indescriptible. Après la dernière représentation, à laquelle Rossini assistait, il fut même raccompagné chez lui sous les acclamations de plus de 500 personnes. La même chose survint sous sa fenêtre à la suite de la première, à laquelle il n'était pas apparu »

.
Bien que cette pièce se distingue des œuvres profanes de Rossini, les critiques germaniques, comme le rapporte Heinrich Heine dans son essai sur Rossini, reprochèrent à la pièce d'être « trop séculière, trop sensuelle, trop divertissante pour un sujet religieux ». En réponse à cela, l'historien français Gustave Chouquet souligna « qu'il ne faut pas oublier que la religion dans le Sud est fort différente de ce qu'elle est dans le Nord ».

## Organisation de l'œuvre
La pièce est composée pour des voix solistes (soprano, mezzo-soprano, ténor et basse), chœur mixte et orchestre symphonique. 
1. Stabat Mater dolorosa : solistes et chœur
2. Cujus animam gementem : solo ténor
3. Quis est homo : duo soprano et mezzo-soprano
4. Pro peccatis suæ gentis : solo basse
5. Eia, mater, fons amoris : solo basse et chœur a cappella
6. Sancta mater, istud agas : solistes
7. Fac, ut portem Christi mortem : solo mezzo-soprano
8. Inflammatus et accensus : solo soprano et chœur
9. Quando corpus morietur : solistes (traditionnellement chœur) a cappella
10. In sempiterna sæcula : chœur

## Ouvrage cité
- Gossett, Philip, "Gioachino Rossini" in The New Grove Masters of Italian Opera New York, Norton, 1983  (ISBN 978-0-393-30089-5).